# Bitwa pod Petelią
Bitwa pod Petelią – starcie zbrojne, które miało miejsce w roku 208 p.n.e.
W roku 208 p.n.e. doszło do kolejnej bitwy Hannibala z Rzymianami. Tym razem pod Petelią naprzeciwko Kartagińczyków stanęła armia rzymska dowodzona przez konsulów Klaudiusza Marcellusa (zdobywcy Sycylii), oraz Tytusa Kryspinusa. Rzymianie nie podjęli początkowo walki, obawiając się licznych sił nieprzyjaciela. Dopiero po jakimś czasie Marcellus przypuścił atak na jeden z oddziałów numidyjskich, licząc na łatwe zwycięstwo. Atak 300 żołnierzy jazdy rzymskiej, oraz wspierającej ją piechoty zakończył się klęską Rzymian, którzy zostali otoczeni zewsząd przez Numidów, tracąc ponad 300 ludzi. Marcellus przebity oszczepem padł na placu boju. W bitwie poległ również drugi z konsulów. Pomimo zwycięstwa pod Petelią Hannibalowi nie udało się odwrócić losów wojny na swoją korzyść.

## Literatura
- Bernard Nowaczyk: Kartagina 149–146 p.n.e., Wyd. Bellona, Warszawa 2008.